# Суперкубок Сан-Марино з футболу 2010
Суперкубок Сан-Марино з футболу 2010 — 25-й розіграш турніру, який в той час мав назву Трофео Федерале. Переможцем втретє став Тре Фйорі.

## Учасники
- Чемпіонат Сан-Марино:
  - Чемпіон: Тре Фйорі
  - Бронзовий призер: Фаетано
- Кубок Сан-Марино:
  - Фіналіст: Тре Пенне
  - Півфіналіст: Віртус

## Півфінали
| Команда 1      | Рахунок | Команда 2 |
| -------------- | ------- | --------- |
| 30 серпня 2010 |         |           |
| Тре Фйорі      | 2:1     | Віртус    |
| Тре Пенне      | 3:0     | Фаетано   |

## Фінал
| Команда 1         | Рахунок | Команда 2 |
| ----------------- | ------- | --------- |
| 24 листопада 2010 |         |           |
| Тре Фйорі         | 1:0     | Тре Пенне |